# Redlica (rolnictwo)

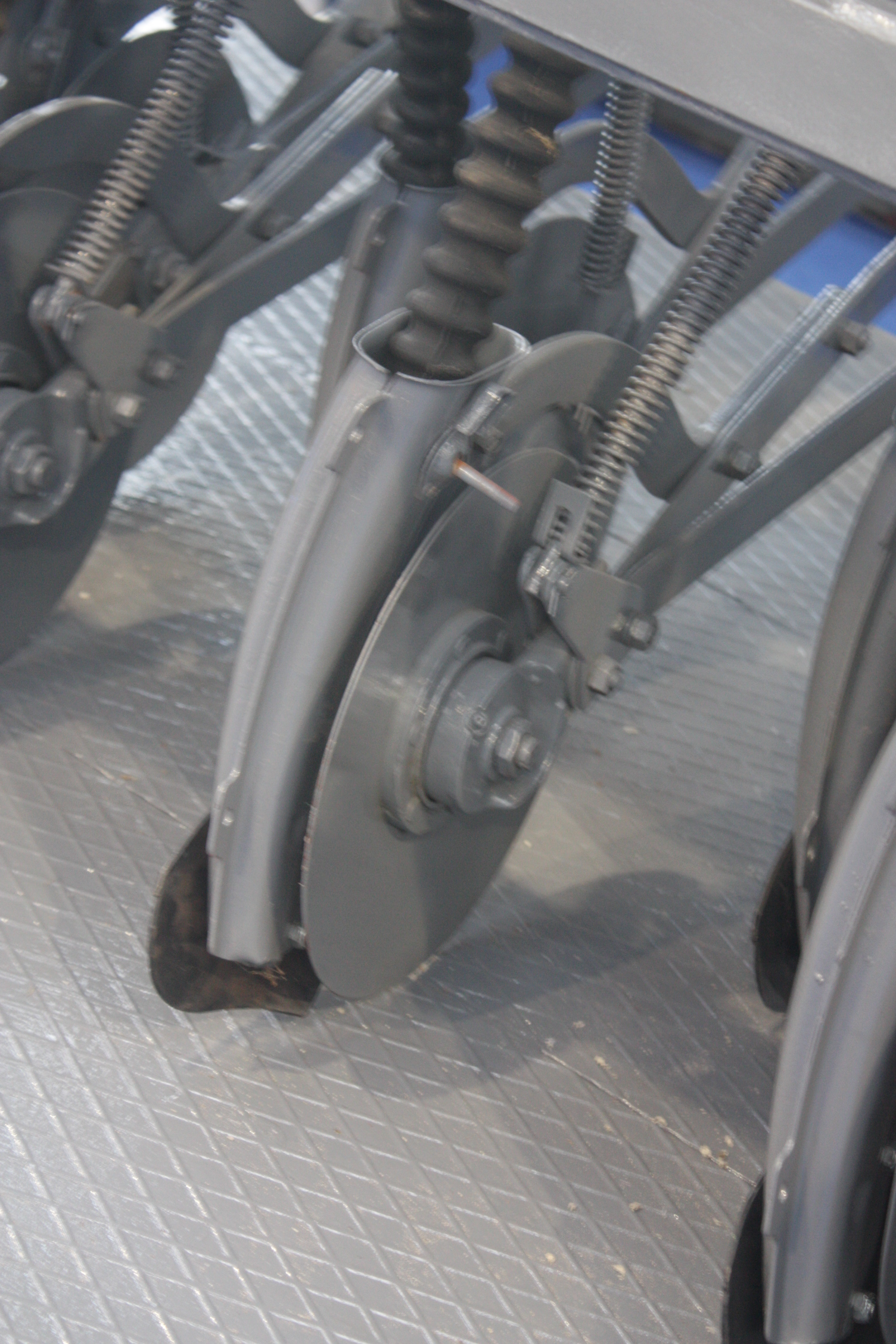
Redlica siewnika Ferguson GPE 15

Redlica, rajka – element roboczy siewnika rzędowego oraz sadzarki.
Zadaniem redlicy jest wykonywanie bruzd w glebie; w bruzdach umieszczane są nasiona z przewodu podającego lub sadzonki.